# Lista över fornlämningar i Oskarshamns kommun (Döderhult)
Lista över fornlämningar i Oskarshamns kommun (Döderhult) är en förteckning av ett urval av de fornlämningar som finns i Döderhult i Oskarshamns kommun.
| Namn                         | Lämningstyp                 | Tillkomsttid | Historisk indelning | Plats | Läge                 | ID-nr          | Bild                                 |
| ---------------------------- | --------------------------- | ------------ | ------------------- | ----- | -------------------- | -------------- | ------------------------------------ |
| Döderhult 1:1                | Röse                        |              | Döderhult, Småland  |       | 57.321571, 16.548040 | 10079500010001 | Ladda upp en bild av detta fornminne |
| Döderhult 2:1                | Gravfält                    |              | Döderhult, Småland  |       | 57.314292, 16.542548 | 10079500020001 | Ladda upp en bild av detta fornminne |
| Döderhult 5:1                | Röse                        |              | Döderhult, Småland  |       | 57.281926, 16.621149 | 10079500050001 | Ladda upp en bild av detta fornminne |
| Döderhult 5:2                | Röse                        |              | Döderhult, Småland  |       | 57.282031, 16.621257 | 10079500050002 | Ladda upp en bild av detta fornminne |
| Döderhult 7:1                | Röse                        |              | Döderhult, Småland  |       | 57.285045, 16.385685 | 10079500070001 | Ladda upp en bild av detta fornminne |
| Döderhult 8:1                | Röse                        |              | Döderhult, Småland  |       | 57.282157, 16.392672 | 10079500080001 | Ladda upp en bild av detta fornminne |
| Döderhult 8:2                | Stensättning                |              | Döderhult, Småland  |       | 57.282056, 16.392682 | 10079500080002 | Ladda upp en bild av detta fornminne |
| Döderhult 9:1                | Röse                        |              | Döderhult, Småland  |       | 57.281530, 16.387323 | 10079500090001 | Ladda upp en bild av detta fornminne |
| Döderhult 9:2                | Stensättning                |              | Döderhult, Småland  |       | 57.281612, 16.387613 | 10079500090002 | Ladda upp en bild av detta fornminne |
| Döderhult 10:2               | Stensättning                |              | Döderhult, Småland  |       | 57.278287, 16.427604 | 10079500100002 | Ladda upp en bild av detta fornminne |
| Döderhult 12:1               | Röse                        |              | Döderhult, Småland  |       | 57.276582, 16.424921 | 10079500120001 | Ladda upp en bild av detta fornminne |
| Döderhult 12:2               | Stensättning                |              | Döderhult, Småland  |       | 57.276499, 16.425185 | 10079500120002 | Ladda upp en bild av detta fornminne |
| Döderhult 13:1               | Gravfält                    |              | Döderhult, Småland  |       | 57.276525, 16.430282 | 10079500130001 | Ladda upp en bild av detta fornminne |
| Döderhult 14:1               | Röse                        |              | Döderhult, Småland  |       | 57.275607, 16.412675 | 10079500140001 | Ladda upp en bild av detta fornminne |
| Döderhult 14:2               | Stensättning                |              | Döderhult, Småland  |       | 57.275487, 16.412510 | 10079500140002 | Ladda upp en bild av detta fornminne |
| Döderhult 14:3               | Stensättning                |              | Döderhult, Småland  |       | 57.275670, 16.412427 | 10079500140003 | Ladda upp en bild av detta fornminne |
| Döderhult 14:4               | Stensättning                |              | Döderhult, Småland  |       | 57.275627, 16.412225 | 10079500140004 | Ladda upp en bild av detta fornminne |
| Döderhult 15:1               | Röse                        |              | Döderhult, Småland  |       | 57.275894, 16.426360 | 10079500150001 | Ladda upp en bild av detta fornminne |
| Döderhult 15:2               | Stensättning                |              | Döderhult, Småland  |       | 57.275874, 16.426592 | 10079500150002 | Ladda upp en bild av detta fornminne |
| Döderhult 15:3               | Stensättning                |              | Döderhult, Småland  |       | 57.276034, 16.426780 | 10079500150003 | Ladda upp en bild av detta fornminne |
| Döderhult 16:1               | Röse                        |              | Döderhult, Småland  |       | 57.273942, 16.405238 | 10079500160001 | Ladda upp en bild av detta fornminne |
| Döderhult 18:1               | Röse                        |              | Döderhult, Småland  |       | 57.275084, 16.362882 | 10079500180001 | Ladda upp en bild av detta fornminne |
| Döderhult 19:1               | Gravfält                    |              | Döderhult, Småland  |       | 57.274127, 16.386962 | 10079500190001 | Ladda upp en bild av detta fornminne |
| Döderhult 20:1               | Röse                        |              | Döderhult, Småland  |       | 57.272597, 16.403391 | 10079500200001 | Ladda upp en bild av detta fornminne |
| Döderhult 20:2               | Stensättning                |              | Döderhult, Småland  |       | 57.272549, 16.403161 | 10079500200002 | Ladda upp en bild av detta fornminne |
| Döderhult 21:1               | Gravfält                    |              | Döderhult, Småland  |       | 57.271102, 16.405137 | 10079500210001 | Ladda upp en bild av detta fornminne |
| Döderhult 22:1               | Röse                        |              | Döderhult, Småland  |       | 57.272118, 16.371016 | 10079500220001 | Ladda upp en bild av detta fornminne |
| Döderhult 23:2               | Röse                        |              | Döderhult, Småland  |       | 57.273443, 16.380318 | 10079500230002 | Ladda upp en bild av detta fornminne |
| Döderhult 25:1               | Röse                        |              | Döderhult, Småland  |       | 57.271624, 16.361443 | 10079500250001 | Ladda upp en bild av detta fornminne |
| Döderhult 26:1               | Röse                        |              | Döderhult, Småland  |       | 57.270826, 16.381805 | 10079500260001 | Ladda upp en bild av detta fornminne |
| Döderhult 27:1               | Stensättning                |              | Döderhult, Småland  |       | 57.266597, 16.392534 | 10079500270001 | Ladda upp en bild av detta fornminne |
| Döderhult 27:2               | Röse                        |              | Döderhult, Småland  |       | 57.266531, 16.392707 | 10079500270002 | Ladda upp en bild av detta fornminne |
| Döderhult 27:3               | Stensättning                |              | Döderhult, Småland  |       | 57.266515, 16.392442 | 10079500270003 | Ladda upp en bild av detta fornminne |
| Döderhult 28:1               | Röse                        |              | Döderhult, Småland  |       | 57.265934, 16.385549 | 10079500280001 | Ladda upp en bild av detta fornminne |
| Döderhult 28:2               | Stensättning                |              | Döderhult, Småland  |       | 57.266153, 16.385225 | 10079500280002 | Ladda upp en bild av detta fornminne |
| Döderhult 28:3               | Stensättning                |              | Döderhult, Småland  |       | 57.266221, 16.384898 | 10079500280003 | Ladda upp en bild av detta fornminne |
| Döderhult 30:1               | Röse                        |              | Döderhult, Småland  |       | 57.266634, 16.310166 | 10079500300001 | Ladda upp en bild av detta fornminne |
| Döderhult 34:1               | Gravfält                    |              | Döderhult, Småland  |       | 57.262286, 16.418507 | 10079500340001 | Ladda upp en bild av detta fornminne |
| Döderhult 38:1               | Hällristning                |              | Döderhult, Småland  |       | 57.255465, 16.359671 | 10079500380001 | Ladda upp en bild av detta fornminne |
| Döderhult 41:1               | Fiskeläge                   |              | Döderhult, Småland  |       | 57.169606, 16.557959 | 10079500410001 | Ladda upp en bild av detta fornminne |
| Döderhult 42:1               | Fiskeläge                   |              | Döderhult, Småland  |       | 57.168969, 16.563532 | 10079500420001 | Ladda upp en bild av detta fornminne |
| Döderhult 43:1               | Röse                        |              | Döderhult, Småland  |       | 57.168120, 16.556190 | 10079500430001 | Ladda upp en bild av detta fornminne |
| Döderhult 45:1               | Röse                        |              | Döderhult, Småland  |       | 57.162039, 16.526696 | 10079500450001 | Ladda upp en bild av detta fornminne |
| Döderhult 46:1               | Röse                        |              | Döderhult, Småland  |       | 57.155513, 16.526474 | 10079500460001 | Ladda upp en bild av detta fornminne |
| Döderhult 47:1               | Fornborg                    |              | Döderhult, Småland  |       | 57.228348, 16.474435 | 10079500470001 | Ladda upp en bild av detta fornminne |
| Döderhult 48:1               | Stensättning                |              | Döderhult, Småland  |       | 57.226296, 16.481051 | 10079500480001 | Ladda upp en bild av detta fornminne |
| Döderhult 49:1               | Stensättning                |              | Döderhult, Småland  |       | 57.225788, 16.480476 | 10079500490001 | Ladda upp en bild av detta fornminne |
| Döderhult 49:2               | Stensättning                |              | Döderhult, Småland  |       | 57.225794, 16.480645 | 10079500490002 | Ladda upp en bild av detta fornminne |
| Döderhult 51:1               | Stensättning                |              | Döderhult, Småland  |       | 57.228524, 16.431255 | 10079500510001 | Ladda upp en bild av detta fornminne |
| Duverör (Döderhult 52:1)     | Röse                        |              | Döderhult, Småland  |       | 57.217643, 16.375389 | 10079500520001 | Ladda upp en bild av detta fornminne |
| Döderhult 53:1               | Röse                        |              | Döderhult, Småland  |       | 57.131254, 16.496009 | 10079500530001 | Ladda upp en bild av detta fornminne |
| Döderhult 55:1               | Stensättning                |              | Döderhult, Småland  |       | 57.329170, 16.536105 | 10079500550001 | Ladda upp en bild av detta fornminne |
| Döderhult 58:1               | Röse                        |              | Döderhult, Småland  |       | 57.268219, 16.393124 | 10079500580001 | Ladda upp en bild av detta fornminne |
| Döderhult 58:2               | Stensättning                |              | Döderhult, Småland  |       | 57.268268, 16.392884 | 10079500580002 | Ladda upp en bild av detta fornminne |
| Döderhult 59:1               | Röse                        |              | Döderhult, Småland  |       | 57.268807, 16.395165 | 10079500590001 | Ladda upp en bild av detta fornminne |
| Döderhult 60:1               | Stensättning                |              | Döderhult, Småland  |       | 57.268989, 16.392203 | 10079500600001 | Ladda upp en bild av detta fornminne |
| Döderhult 61:1               | Stensättning                |              | Döderhult, Småland  |       | 57.271689, 16.406214 | 10079500610001 | Ladda upp en bild av detta fornminne |
| Döderhult 62:1               | Röse                        |              | Döderhult, Småland  |       | 57.272844, 16.405647 | 10079500620001 | Ladda upp en bild av detta fornminne |
| Döderhult 63:1               | Stensättning                |              | Döderhult, Småland  |       | 57.268655, 16.392604 | 10079500630001 | Ladda upp en bild av detta fornminne |
| Döderhult 63:2               | Röse                        |              | Döderhult, Småland  |       | 57.268677, 16.392930 | 10079500630002 | Ladda upp en bild av detta fornminne |
| Döderhult 63:3               | Stensättning                |              | Döderhult, Småland  |       | 57.268735, 16.393482 | 10079500630003 | Ladda upp en bild av detta fornminne |
| Döderhult 63:4               | Stensättning                |              | Döderhult, Småland  |       | 57.268659, 16.392316 | 10079500630004 | Ladda upp en bild av detta fornminne |
| Döderhult 69:1               | Stensättning                |              | Döderhult, Småland  |       | 57.260960, 16.421714 | 10079500690001 | Ladda upp en bild av detta fornminne |
| Döderhult 70:1               | Röse                        |              | Döderhult, Småland  |       | 57.261368, 16.420951 | 10079500700001 | Ladda upp en bild av detta fornminne |
| Döderhult 70:2               | Röse                        |              | Döderhult, Småland  |       | 57.261616, 16.420309 | 10079500700002 | Ladda upp en bild av detta fornminne |
| Döderhult 70:3               | Röse                        |              | Döderhult, Småland  |       | 57.261694, 16.420100 | 10079500700003 | Ladda upp en bild av detta fornminne |
| Döderhult 80:1               | Röse                        |              | Döderhult, Småland  |       | 57.262781, 16.417708 | 10079500800001 | Ladda upp en bild av detta fornminne |
| Döderhult 82:1               | Stensättning                |              | Döderhult, Småland  |       | 57.314211, 16.523289 | 10079500820001 | Ladda upp en bild av detta fornminne |
| Döderhult 83:1               | Röse                        |              | Döderhult, Småland  |       | 57.317327, 16.509865 | 10079500830001 | Ladda upp en bild av detta fornminne |
| Döderhult 83:2               | Stensättning                |              | Döderhult, Småland  |       | 57.317245, 16.509758 | 10079500830002 | Ladda upp en bild av detta fornminne |
| Döderhult 84:1               | Röse                        |              | Döderhult, Småland  |       | 57.305165, 16.530281 | 10079500840001 | Ladda upp en bild av detta fornminne |
| Döderhult 86:1               | Röse                        |              | Döderhult, Småland  |       | 57.312690, 16.543562 | 10079500860001 | Ladda upp en bild av detta fornminne |
| Döderhult 87:1               | Stensättning                |              | Döderhult, Småland  |       | 57.314478, 16.541056 | 10079500870001 | Ladda upp en bild av detta fornminne |
| Döderhult 92:1               | Stensättning                |              | Döderhult, Småland  |       | 57.312951, 16.476845 | 10079500920001 | Ladda upp en bild av detta fornminne |
| Döderhult 95:1               | Röse                        |              | Döderhult, Småland  |       | 57.274653, 16.426648 | 10079500950001 | Ladda upp en bild av detta fornminne |
| Döderhult 102:1              | Grav markerad av sten/block |              | Döderhult, Småland  |       | 57.312546, 16.540269 | 10079501020001 | Ladda upp en bild av detta fornminne |
| Döderhult 109:1              | Stensättning                |              | Döderhult, Småland  |       | 57.277822, 16.408809 | 10079501090001 | Ladda upp en bild av detta fornminne |
| Döderhult 111:1              | Stensättning                |              | Döderhult, Småland  |       | 57.281692, 16.386193 | 10079501110001 | Ladda upp en bild av detta fornminne |
| Döderhult 111:2              | Stensättning                |              | Döderhult, Småland  |       | 57.281508, 16.386104 | 10079501110002 | Ladda upp en bild av detta fornminne |
| Döderhult 114:1              | Stensättning                |              | Döderhult, Småland  |       | 57.281911, 16.388516 | 10079501140001 | Ladda upp en bild av detta fornminne |
| Döderhult 120:1              | Stensättning                |              | Döderhult, Småland  |       | 57.270685, 16.370478 | 10079501200001 | Ladda upp en bild av detta fornminne |
| Döderhult 121:1              | Röse                        |              | Döderhult, Småland  |       | 57.273806, 16.362373 | 10079501210001 | Ladda upp en bild av detta fornminne |
| Döderhult 122:1              | Röse                        |              | Döderhult, Småland  |       | 57.274298, 16.367039 | 10079501220001 | Ladda upp en bild av detta fornminne |
| Döderhult 123:1              | Röse                        |              | Döderhult, Småland  |       | 57.274749, 16.364056 | 10079501230001 | Ladda upp en bild av detta fornminne |
| Döderhult 123:2              | Stensättning                |              | Döderhult, Småland  |       | 57.274899, 16.363968 | 10079501230002 | Ladda upp en bild av detta fornminne |
| Döderhult 124:1              | Röse                        |              | Döderhult, Småland  |       | 57.274866, 16.367008 | 10079501240001 | Ladda upp en bild av detta fornminne |
| Döderhult 124:2              | Stensättning                |              | Döderhult, Småland  |       | 57.274971, 16.366860 | 10079501240002 | Ladda upp en bild av detta fornminne |
| Döderhult 154:1              | Röse                        |              | Döderhult, Småland  |       | 57.323822, 16.546643 | 10079501540001 | Ladda upp en bild av detta fornminne |
| Döderhult 155:1              | Röse                        |              | Döderhult, Småland  |       | 57.322652, 16.546268 | 10079501550001 | Ladda upp en bild av detta fornminne |
| Döderhult 157:1              | Röse                        |              | Döderhult, Småland  |       | 57.318847, 16.544156 | 10079501570001 | Ladda upp en bild av detta fornminne |
| Döderhult 158:1              | Stensättning                |              | Döderhult, Småland  |       | 57.320110, 16.541166 | 10079501580001 | Ladda upp en bild av detta fornminne |
| Döderhult 159:1              | Stensättning                |              | Döderhult, Småland  |       | 57.320350, 16.526898 | 10079501590001 | Ladda upp en bild av detta fornminne |
| Döderhult 160:1              | Stensättning                |              | Döderhult, Småland  |       | 57.325816, 16.520322 | 10079501600001 | Ladda upp en bild av detta fornminne |
| Döderhult 160:2              | Stensättning                |              | Döderhult, Småland  |       | 57.325932, 16.520440 | 10079501600002 | Ladda upp en bild av detta fornminne |
| Döderhult 160:3              | Stensättning                |              | Döderhult, Småland  |       | 57.325851, 16.520621 | 10079501600003 | Ladda upp en bild av detta fornminne |
| Döderhult 163:1              | Stensättning                |              | Döderhult, Småland  |       | 57.329783, 16.527538 | 10079501630001 | Ladda upp en bild av detta fornminne |
| Döderhult 194:1              | Stensättning                |              | Döderhult, Småland  |       | 57.326651, 16.407205 | 10079501940001 | Ladda upp en bild av detta fornminne |
| Döderhult 205:1              | Stensättning                |              | Döderhult, Småland  |       | 57.347454, 16.440710 | 10079502050001 | Ladda upp en bild av detta fornminne |
| Döderhult 212:1              | Stensättning                |              | Döderhult, Småland  |       | 57.354216, 16.448740 | 10079502120001 | Ladda upp en bild av detta fornminne |
| Döderhult 294:1              | Stensättning                |              | Döderhult, Småland  |       | 57.274689, 16.367985 | 10079502940001 | Ladda upp en bild av detta fornminne |
| Döderhult 294:2              | Stensättning                |              | Döderhult, Småland  |       | 57.274622, 16.368170 | 10079502940002 | Ladda upp en bild av detta fornminne |
| Döderhult 297:1              | Stensättning                |              | Döderhult, Småland  |       | 57.271106, 16.388821 | 10079502970001 | Ladda upp en bild av detta fornminne |
| Döderhult 305:1              | Stensättning                |              | Döderhult, Småland  |       | 57.281742, 16.622535 | 10079503050001 | Ladda upp en bild av detta fornminne |
| Döderhult 308:1              | Röse                        |              | Döderhult, Småland  |       | 57.281607, 16.615503 | 10079503080001 | Ladda upp en bild av detta fornminne |
| Döderhult 309:1              | Röse                        |              | Döderhult, Småland  |       | 57.213268, 16.486120 | 10079503090001 | Ladda upp en bild av detta fornminne |
| Döderhult 323:1              | Stensättning                |              | Döderhult, Småland  |       | 57.155590, 16.532781 | 10079503230001 | Ladda upp en bild av detta fornminne |
| Döderhult 338:1              | Fästning/skans              |              | Döderhult, Småland  |       | 57.130765, 16.503616 | 10079503380001 | Ladda upp en bild av detta fornminne |
| Döderhult 338:2              | Fästning/skans              |              | Döderhult, Småland  |       | 57.131208, 16.502566 | 10079503380002 | Ladda upp en bild av detta fornminne |
| Döderhult 340:1              | Stensättning                |              | Döderhult, Småland  |       | 57.167982, 16.431284 | 10079503400001 | Ladda upp en bild av detta fornminne |
| Döderhult 340:2              | Stensättning                |              | Döderhult, Småland  |       | 57.168439, 16.431005 | 10079503400002 | Ladda upp en bild av detta fornminne |
| Döderhult 340:3              | Stensättning                |              | Döderhult, Småland  |       | 57.168521, 16.431109 | 10079503400003 | Ladda upp en bild av detta fornminne |
| Döderhult 342:1              | Stensättning                |              | Döderhult, Småland  |       | 57.154694, 16.463494 | 10079503420001 | Ladda upp en bild av detta fornminne |
| Aleborör (Döderhult 376:1)   | Röse                        |              | Döderhult, Småland  |       | 57.258448, 16.274689 | 10079503760001 | Ladda upp en bild av detta fornminne |
| Aleborör (Döderhult 376:2)   | Stensättning                |              | Döderhult, Småland  |       | 57.258443, 16.274877 | 10079503760002 | Ladda upp en bild av detta fornminne |
| Döderhult 380:1              | Stensättning                |              | Döderhult, Småland  |       | 57.139541, 16.500203 | 10079503800001 | Ladda upp en bild av detta fornminne |
| Döderhult 384:1              | Stensättning                |              | Döderhult, Småland  |       | 57.309680, 16.519704 | 10079503840001 | Ladda upp en bild av detta fornminne |
| Kringlerör (Döderhult 393:1) | Stensättning                |              | Döderhult, Småland  |       | 57.291588, 16.292972 | 10079503930001 | Ladda upp en bild av detta fornminne |
| Söberg (Döderhult 397:1)     | Lägenhetsbebyggelse         |              | Döderhult, Småland  |       | 57.212862, 16.416864 | 10079503970001 | Ladda upp en bild av detta fornminne |
| Döderhult 408:1              | Fiskeläge                   |              | Döderhult, Småland  |       | 57.281819, 16.629917 | 10079504080001 | Ladda upp en bild av detta fornminne |
| Döderhult 409:1              | Stensättning                |              | Döderhult, Småland  |       | 57.279694, 16.617393 | 10079504090001 | Ladda upp en bild av detta fornminne |
| Döderhult 410:1              | Gravfält                    |              | Döderhult, Småland  |       | 57.308231, 16.492543 | 10079504100001 | Ladda upp en bild av detta fornminne |
| Döderhult 422:1              | Stensättning                |              | Döderhult, Småland  |       | 57.300416, 16.468873 | 10079504220001 | Ladda upp en bild av detta fornminne |
| Döderhult 433:1              | Stensättning                |              | Döderhult, Småland  |       | 57.155615, 16.451118 | 10079504330001 | Ladda upp en bild av detta fornminne |
| Döderhult 438:1              | Stensättning                |              | Döderhult, Småland  |       | 57.226733, 16.476161 | 10079504380001 | Ladda upp en bild av detta fornminne |
| Döderhult 461:1              | Stensättning                |              | Döderhult, Småland  |       | 57.298949, 16.157983 | 10079504610001 | Ladda upp en bild av detta fornminne |
| Döderhult 495:1              | Stensättning                |              | Döderhult, Småland  |       | 57.267322, 16.120466 | 10079504950001 | Ladda upp en bild av detta fornminne |
| Döderhult 565:1              | Röse                        |              | Döderhult, Småland  |       | 57.328811, 16.472362 | 10079505650001 | Ladda upp en bild av detta fornminne |